# Villamorón
Villamorón es una localidad situada en la  provincia de Burgos, comunidad autónoma de  Castilla y León (España), comarca de Odra-Pisuerga, Páramos, municipio de Villegas.

## Demografía
Cuenta con una población de un habitante (INE, 2024). En 2010 apareció en la prensa como uno de los diecinueve pueblos de la provincia de Burgos en los que sólo residía un habitante.

## Historia
Aunque hay testimonios de ocupación humana anterior, Villamorón debió de nacer a finales del siglo IX, momento en el que el conde Diego Rodríguez Porcelos permite que se repueble esta zona fronteriza del reino de Asturias, fundación hecha por Mauronta y su pueblo cántabro de las montañas de Santillana (c.860), llamándose entonces Villa de Mauronta.  
En el siglo XIII hay referencias sobre Villamorón en el Libro de Préstamos del obispado: las cantidades que figuran en ese libro hacen pensar que la villa contaría con 40 vecinos. 
En el Libro de Behetrías del año 1350 se cita como benefactor de Villamorón al hidalgo Sancho Ruiz de Villegas "el primero" —caballero de la Orden Real de la Banda desde 1332, segundogénito de Ruy Pérez de Villegas "el primero" y hermano del Adelantado Mayor de Castilla y  caballero de La Banda, Pedro Ruiz de Villegas "el segundo" quien fue mandado a asesinar por el rey Pedro I de Castilla— y a quien los vecinos pagaban por su protección  doce celemines de pan mediado y dos maravedíes los que tenían dos o más bueyes y, el resto, 3 celemines de cebada y un maravedí. 
A finales del siglo XVI, Villamorón y Villegas aparecen como una única entidad jurídica, la behetría cerrada (c. 1400), que recibe en herencia el hidalgo Pedro Díaz de Villegas (y sus sucesores), siendo el tercer hijo varón del Merino Mayor de Castilla, Ruy Pérez de Villegas "el segundo", alejándose así del mayorazgo de la Casa de Villegas. Esta unión perdura en 1752, según los datos que aporta el catastro del marqués de la Ensenada, cuando Villegas-Villamorón es declarada villa de realengo. 
En este mismo catastro figuran Villegas y Villamorón como sendos barrios de la misma unidad jurídica. También se asegura que la mayor parte de su territorio estaba dedicada al cultivo de secano. Villamorón era uno de los catorce que formaban la Intendencia de Burgos, durante el período comprendido entre 1785 y 1833. En el Censo de Floridablanca de 1787 aparece como jurisdicción de realengo.
La emigración ha terminado por despoblar Villamorón en la segunda mitad del siglo XX.

## Lugares de interés

### Iglesia de Santiago Apóstol
La iglesia de Santiago Apóstol de Villamorón fue declarada Bien de Interés Cultural en 1994. Se trata de una iglesia gótica de tres naves, la central mucho más elevada que las laterales, que concluyen todas en testeros planos. Los pilares son cilíndricos, rodeados de ocho o de doce columnas, según los casos, donde se percibe la influencia de la catedral de Burgos. Se construyó a mediados del siglo XIII (es difícil precisar la fecha con exactitud, aunque algunos autores la consideran obra de los tiempos de Fernando III y prototipo de la arquitectura religiosa que se construyó en la Andalucía recién conquistada por este rey).  
Fernando Chueca Goitia considera esta obra contemporánea a la de las iglesias de Villamuriel de Cerrato y  Villalcázar de Sirga y, como ellas, de extraordinaria calidad. Sus muros están formados por sillares de piedra caliza y posee bóvedas de crucería que recuerdan a las del monasterio de Las Huelgas de Burgos. Bóvedas y muros están revocados, en algún caso con viva policromía, especialmente algunos capiteles. La pureza de su estilo fue alabada por el arquitecto Vicente Lampérez y está considerada como uno de los mejores ejemplos del primer gótico en la provincia de Burgos (junto con las iglesias parroquiales de Grijalba y Sasamón). Actualmente la iglesia se encuentra sin culto y su estado amenaza ruina, con grietas en sus muros (especialmente la fachada occidental). 
La asociación Amigos de Villamorón -creada en 2003 y con más de un centenar de miembros-, consiguió en poco tiempo, a través de una campaña de micromecenazgo, 30.650 € para comenzar la restauración del interior del templo.

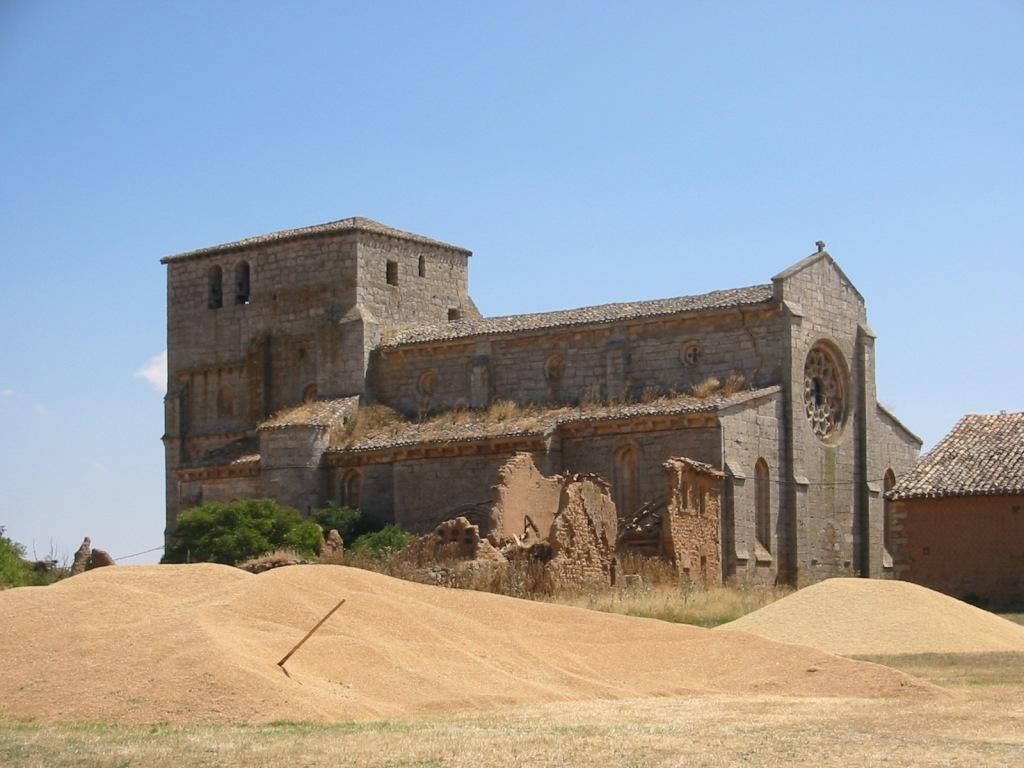
Iglesia de Villamorón (desde las eras)
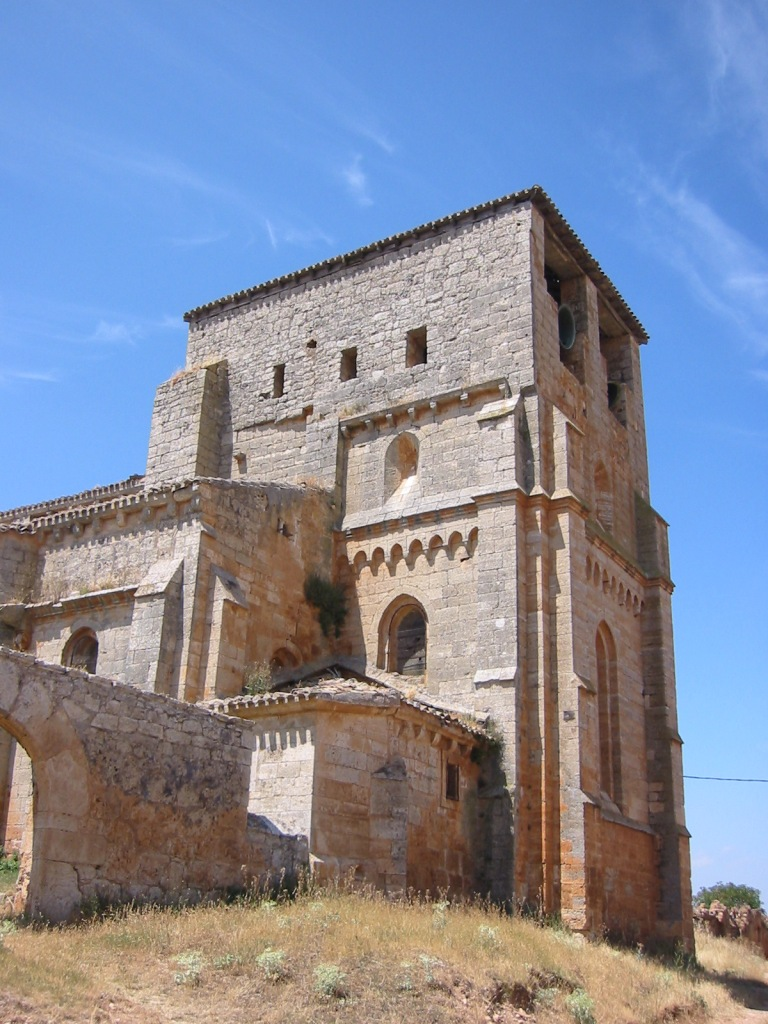
Torre de la iglesia de Villamorón (2003)
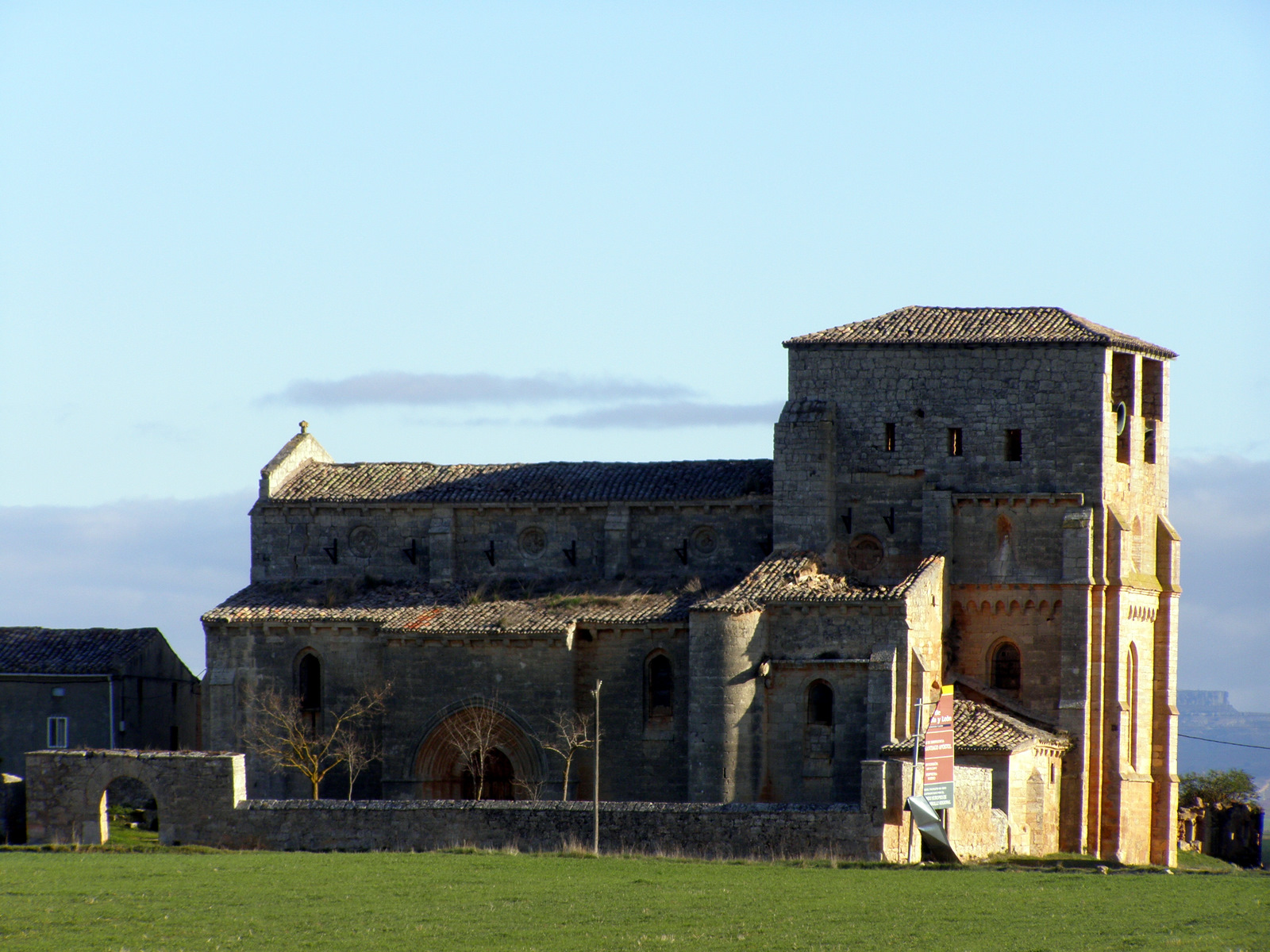
Iglesia de Villamorón vista desde el término de El Palacio (2009)

Dos de las obras más importantes del Museo del Retablo de Burgos proceden de esta iglesia de Villamorón: un cristo gótico de tamaño natural y uno de los retablos laterales, dedicado a San Joaquín y Santa Ana (primer tercio del siglo XVI).

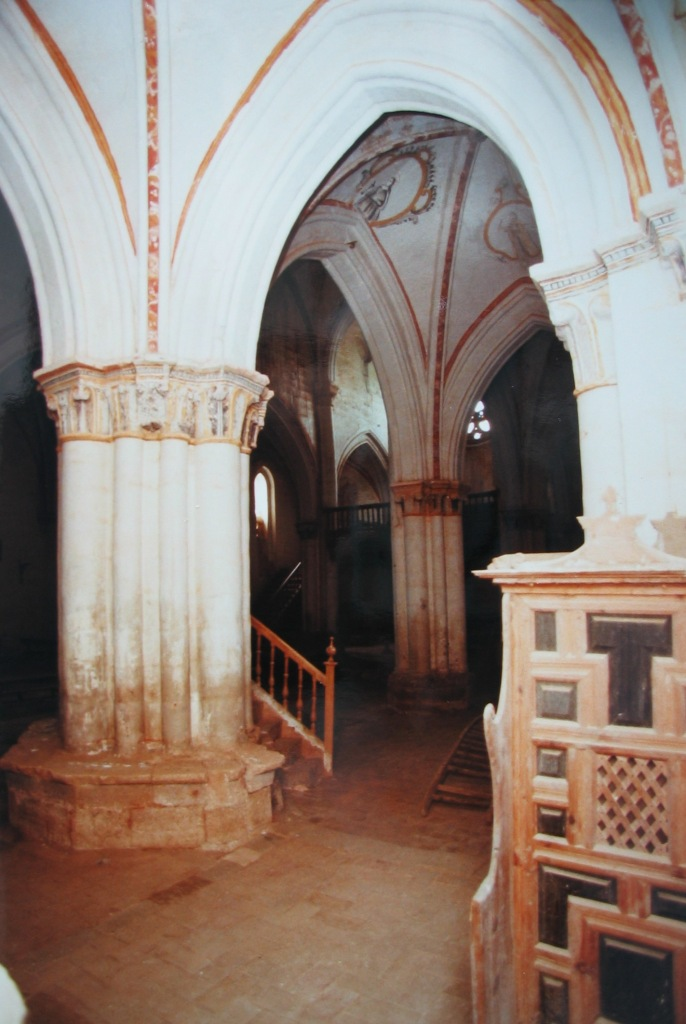
Interior (anterior al comienzo de las obras)
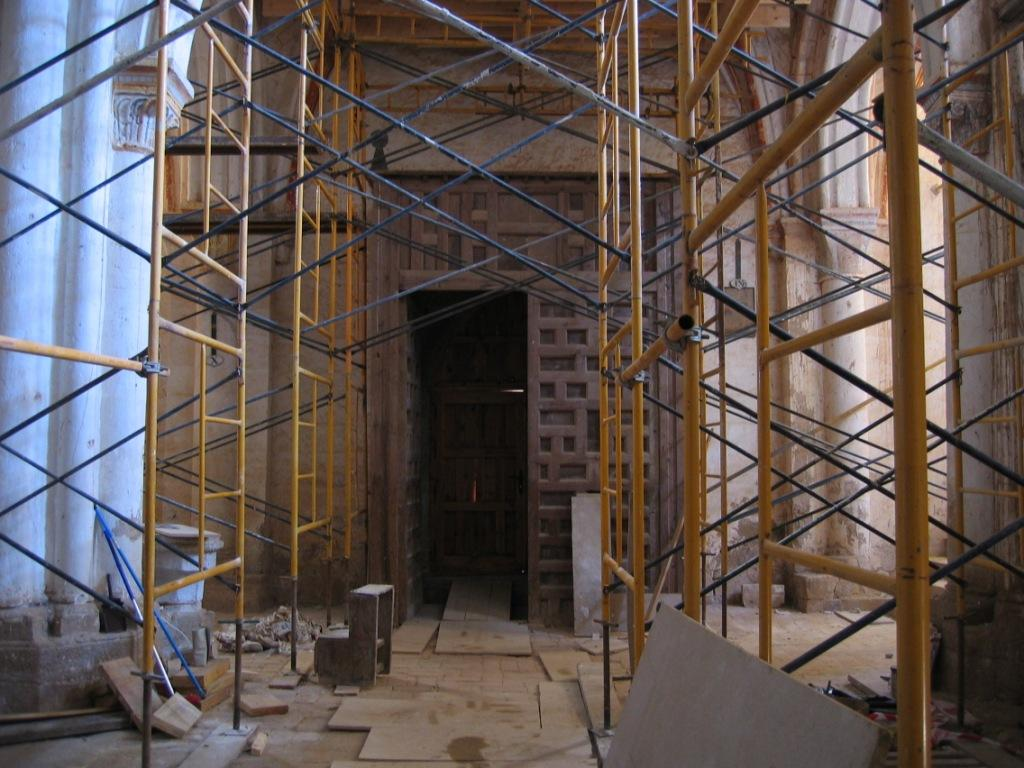
Interior de la iglesia (2006)

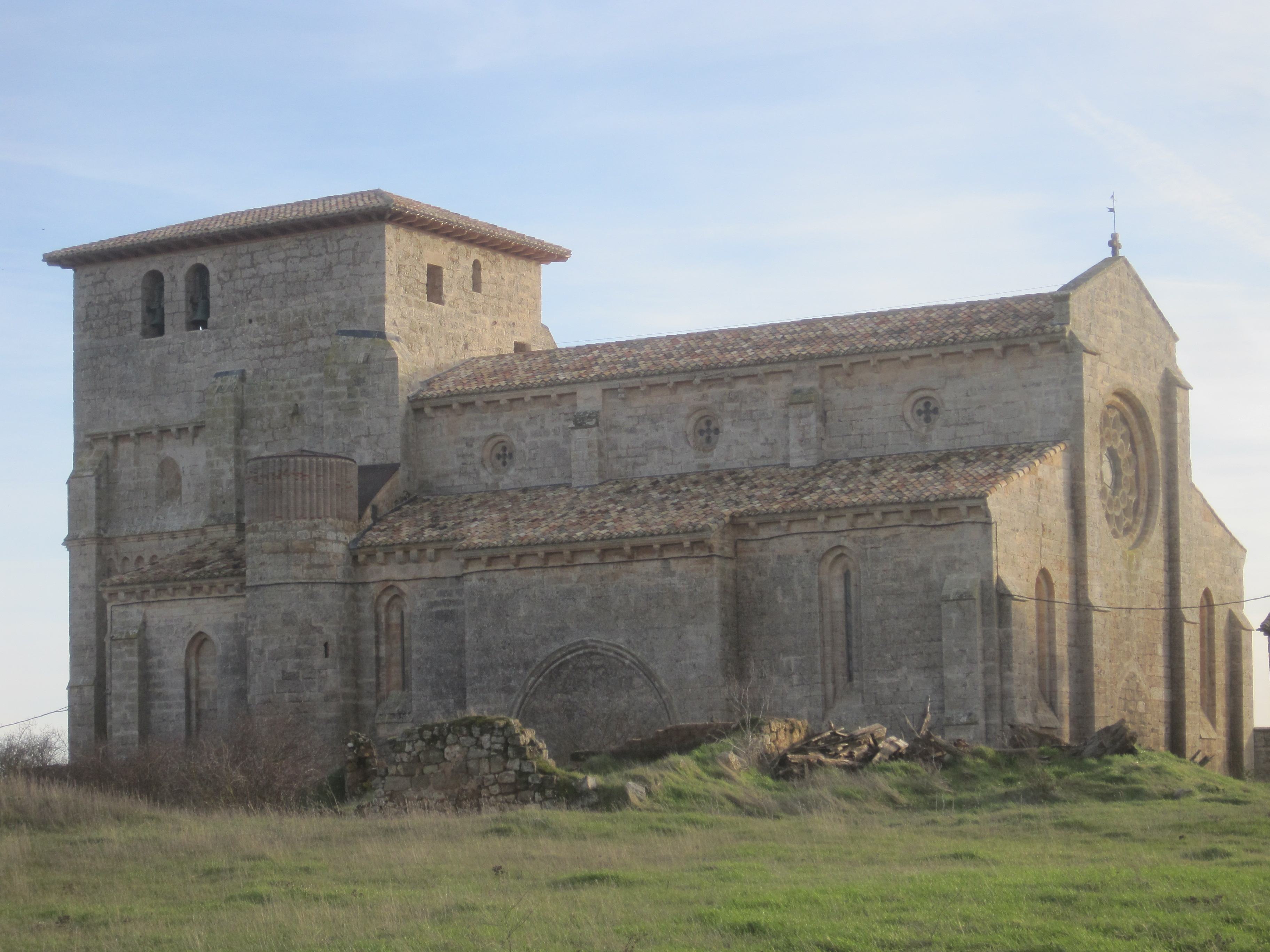
Vista lateral de la iglesia de Villamorón.

## Otros lugares de interés
- Fuente y lavadero o pilón: Junto al pueblo, era el único punto de abastecimiento de agua potable hasta la conexión a la red de agua en 1987.

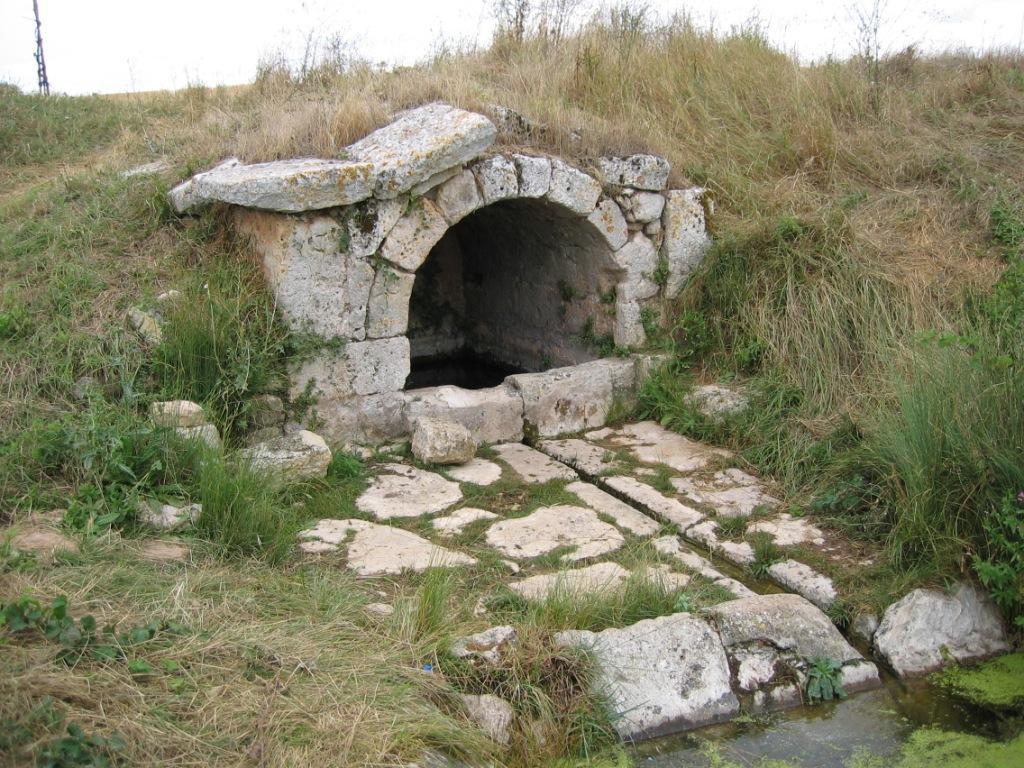
Fuente de Villamorón
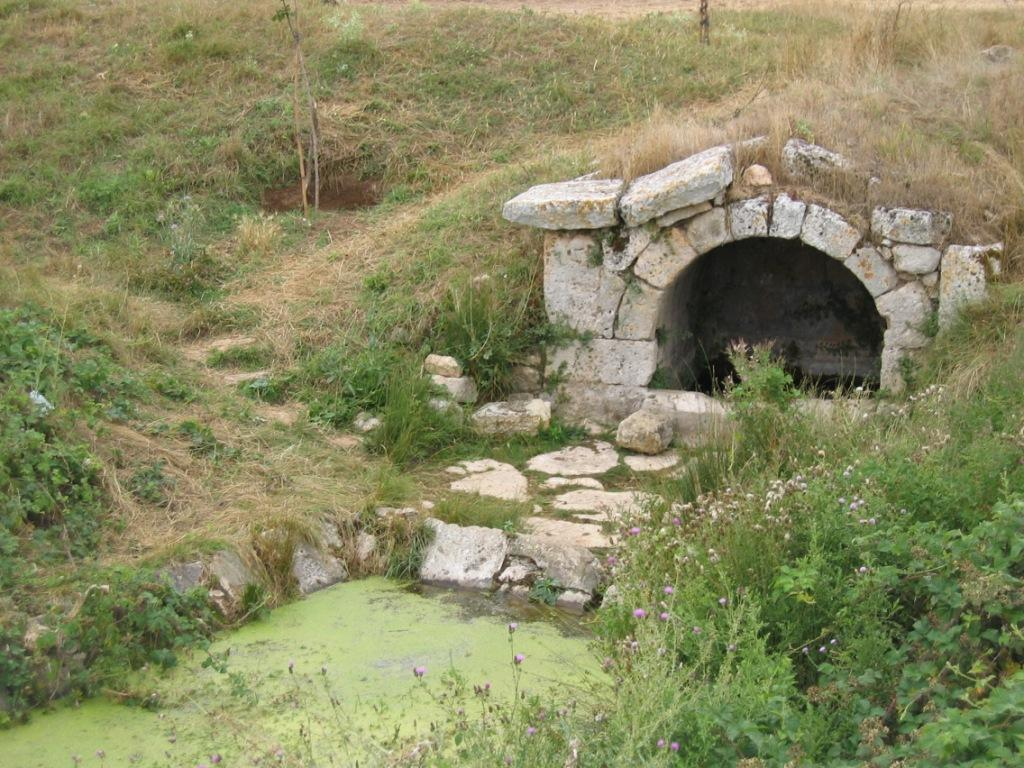
Fuente y pilón de Villamorón

- Fragua: Situada detrás de la iglesia, no quedan más que "cuatro paredes".

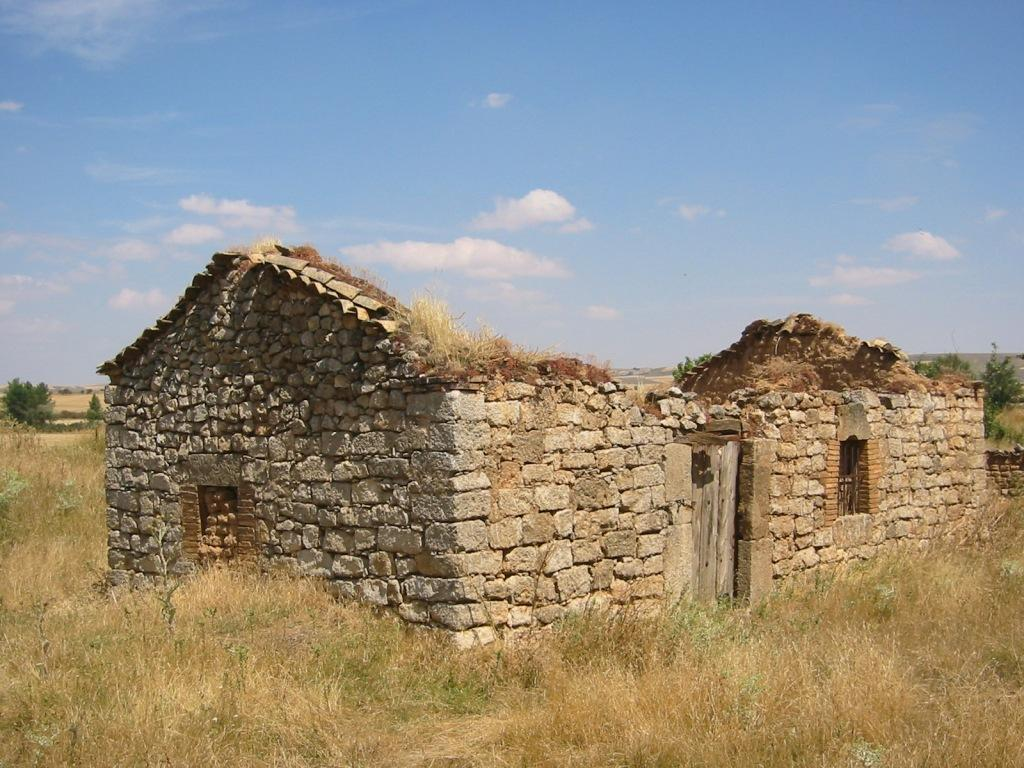
Ruinas de la fragua de Villamorón

- Palomares: La mayoría de los palomares de Villamorón han desaparecido. No quedan más que dos situados fueras del pueblo y uno céntrico en ruinas.

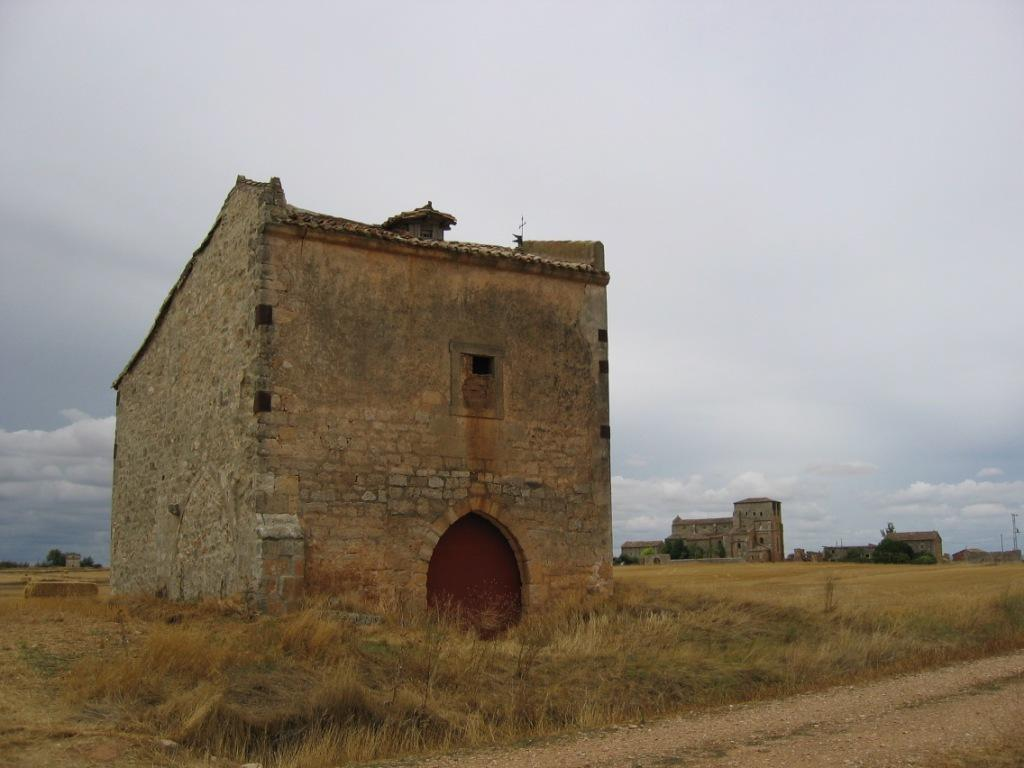
Palomar denominado El Palacio

- Bodegas: Desperdigadas por todo el pueblo, todas prácticamente en ruinas.

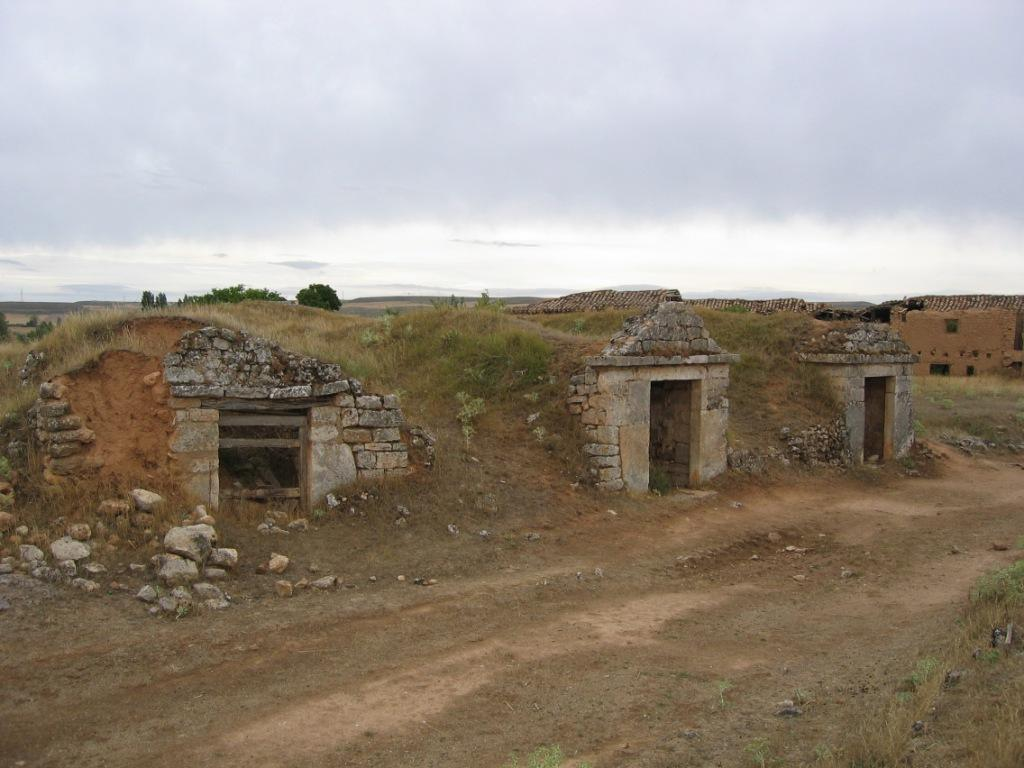
Bodegas de Villamorón
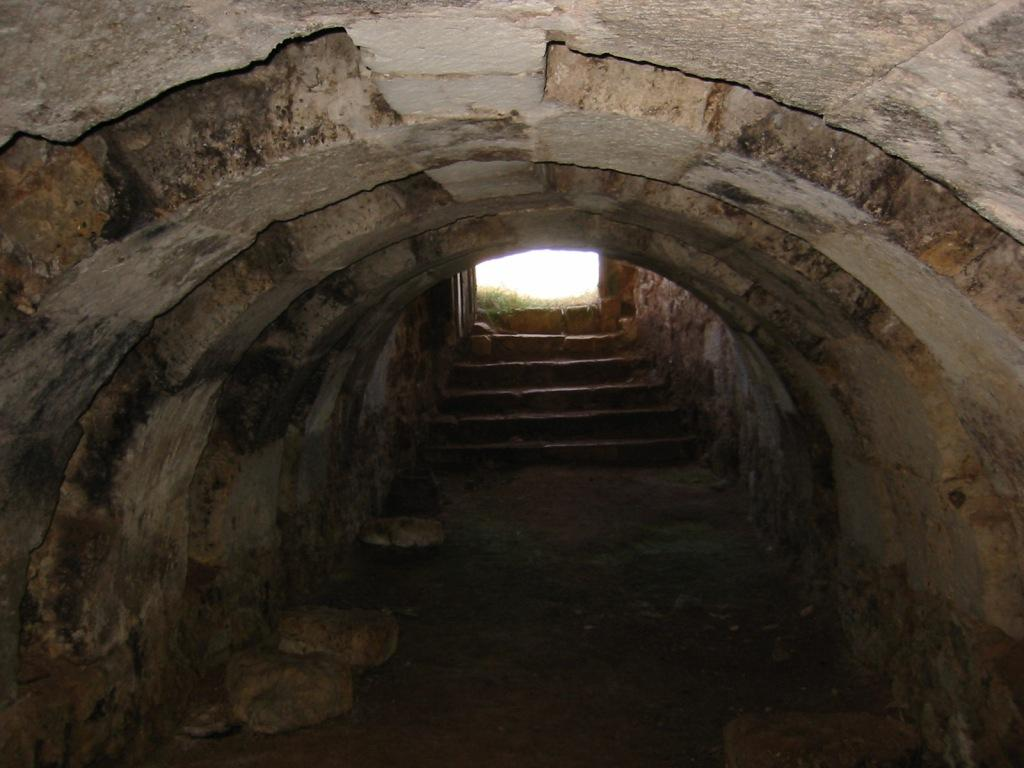
Interior de una bodega

## Personas destacadas
- Victoriano Gómez Gutiérrez,[7] religioso marista con el nombre de Hermano Salvio, beatificado, junto con otras 498 víctimas de la persecución religiosa durante la guerra civil española, el 28 de octubre de 2007 en Roma[8]

- Cecilio Gómez Gutiérrez, religioso marista con el nombre de Hermano Eusebio (1887-1936), asesinado en Barcelona.

- Josefina Cuesta Bustillo. Catedrática de Historia Contemporánea en la Universidad de Salamanca.